# Interlands Venezolaans voetbalelftal 2000-2009
Deze pagina toont een chronologisch en gedetailleerd overzicht van de interlands die het Venezolaans voetbalelftal speelde in de periode 2000 – 2009.

## Interlands

### 2000
|                                                     |           |       |         |                                                                                                 |
| 16 maart Vriendschappelijk № 166 «onderlinge duels» | Venezuela | 0 – 0 | Bolivia | Estadio José Pachencho Romero, Maracaibo Toeschouwers: 8.000 Scheidsrechter: Jorge Manzur (VEN) |
| 16 maart Vriendschappelijk № 166 «onderlinge duels» |           |       |         | Estadio José Pachencho Romero, Maracaibo Toeschouwers: 8.000 Scheidsrechter: Jorge Manzur (VEN) |

|                                                   |                                       |       |           | |
| 29 maart WK-kwalificatie № 167 «onderlinge duels» | Ecuador                               | 2 – 0 | Venezuela | Estadio de Liga Deportiva Universitaria, Quito Toeschouwers: 37.288 Scheidsrechter: Eduardo Gamboa (CHI) |
| 29 maart WK-kwalificatie № 167 «onderlinge duels» | Agustín Delgado 18' Álex Aguinaga 52' |       |           | Estadio de Liga Deportiva Universitaria, Quito Toeschouwers: 37.288 Scheidsrechter: Eduardo Gamboa (CHI) |

|                                                   |           |                                                                      |            | |
| 26 april WK-kwalificatie № 168 «onderlinge duels» | Venezuela | 0 – 4                                                                | Argentinië | Estadio José Pachencho Romero, Maracaibo Toeschouwers: 19.355 Scheidsrechter: Carlos Amarilla (PAR) |
| 26 april WK-kwalificatie № 168 «onderlinge duels» |           | 8' Roberto Ayala 23' Ariel Ortega 77' Ariel Ortega 89' Hernán Crespo |            | Estadio José Pachencho Romero, Maracaibo Toeschouwers: 19.355 Scheidsrechter: Carlos Amarilla (PAR) |

|                                                   |                                                                 |       |                 |                                                                                             |
| 31 mei Vriendschappelijk № 169 «onderlinge duels» | Venezuela                                                       | 3 – 1 | Panama          | Estadio Pueblo Nuevo, San Cristóbal Toeschouwers: 3.000 Scheidsrechter: Edison Ibarra (VEN) |
| 31 mei Vriendschappelijk № 169 «onderlinge duels» | Rafael Castellín 12' Rafael Castellín 45' Giovanni Savarese 58' |       | 6' Neftalí Díaz | Estadio Pueblo Nuevo, San Cristóbal Toeschouwers: 3.000 Scheidsrechter: Edison Ibarra (VEN) |

|                                                 |                                                                   |       |           |                                                                                  |
| 4 juni WK-kwalificatie № 170 «onderlinge duels» | Colombia                                                          | 3 – 0 | Venezuela | Estadio El Campín, Bogotá Toeschouwers: 20.584 Scheidsrechter: Oscar Godoi (BRA) |
| 4 juni WK-kwalificatie № 170 «onderlinge duels» | Alexander Viveros 27' Iván Córdoba 42' (pen.) Iván Valenciano 88' |       |           | Estadio El Campín, Bogotá Toeschouwers: 20.584 Scheidsrechter: Oscar Godoi (BRA) |

|                                                    |                                             |       |           |                                                                                    |
| 21 juni Vriendschappelijk № 171 «onderlinge duels» | Panama                                      | 2 – 0 | Venezuela | Estadio Rommel Fernández, Panama-Stad Toeschouwers: 2.500 Scheidsrechter: onbekend |
| 21 juni Vriendschappelijk № 171 «onderlinge duels» | Ángel Luis Rodríguez 36' Alberto Zapata 46' |       |           | Estadio Rommel Fernández, Panama-Stad Toeschouwers: 2.500 Scheidsrechter: onbekend |

|                                                            |                                                                                          |       |                                             |                                                                                                |
| 28 juni WK-kwalificatie № 172 «onderlinge duels» 19:00 uur | Venezuela                                                                                | 4 – 2 | Bolivia                                     | Estadio Polideportivo, San Cristóbal Toeschouwers: 20.000 Scheidsrechter: Roger Zambrano (ECU) |
| 28 juni WK-kwalificatie № 172 «onderlinge duels» 19:00 uur | Miguel Mea Vitali 24' Ruberth Morán 38' Giovanni Savarese 61' Edson Tortolero 68' (pen.) |       | 49' Jaime Moreno 58' Julio César Baldivieso | Estadio Polideportivo, San Cristóbal Toeschouwers: 20.000 Scheidsrechter: Roger Zambrano (ECU) |

|                                                             |                                           |       |                   |                                                                                             |
| 5 juli Vriendschappelijk № 173 «onderlinge duels» 18:00 uur | Mexico                                    | 2 – 1 | Venezuela         | Estadio Tecnológico, Monterrey Toeschouwers: 20.000 Scheidsrechter: Armando Archundia (MEX) |
| 5 juli Vriendschappelijk № 173 «onderlinge duels» 18:00 uur | Miguel Zepeda 43' José Manuel Abundis 55' |       | 27' Ruberth Morán | Estadio Tecnológico, Monterrey Toeschouwers: 20.000 Scheidsrechter: Armando Archundia (MEX) |

|                                                  |                                                             |       |                    |                                                                                       |
| 18 juli WK-kwalificatie № 174 «onderlinge duels» | Uruguay                                                     | 3 – 1 | Venezuela          | Estadio Centenario, Montevideo Toeschouwers: 58.000 Scheidsrechter: René Ortubé (BOL) |
| 18 juli WK-kwalificatie № 174 «onderlinge duels» | Nicolás Olivera 30' Darío Rodríguez 53' Nicolás Olivera 90' |       | 23' Daniel Noriega | Estadio Centenario, Montevideo Toeschouwers: 58.000 Scheidsrechter: René Ortubé (BOL) |

|                                                  |           |                                    |       |                                                                                                |
| 25 juli WK-kwalificatie № 175 «onderlinge duels» | Venezuela | 0 – 2                              | Chili | Estadio Pueblo Nuevo, San Cristóbal Toeschouwers: 14.880 Scheidsrechter: Héctor Baldassi (ARG) |
| 25 juli WK-kwalificatie № 175 «onderlinge duels» |           | 70' Héctor Tapia 90' Iván Zamorano |       | Estadio Pueblo Nuevo, San Cristóbal Toeschouwers: 14.880 Scheidsrechter: Héctor Baldassi (ARG) |

|                                                        |                     |       | |                                                                                                 |
| 10 augustus Vriendschappelijk № 176 «onderlinge duels» | Costa Rica          | 1 – 5 | Venezuela                                                                                               | Estadio Alejandro Morera Soto, Alajuela Toeschouwers: 6.000 Scheidsrechter: Carlos Torres (PAR) |
| 10 augustus Vriendschappelijk № 176 «onderlinge duels» | Raynor Robinson 14' |       | 2' Gabriel Urdaneta 5' José Manuel Rey 25' Gabriel Urdaneta 62' Fernando De Ornelas 88' Ronaldo Álvarez | Estadio Alejandro Morera Soto, Alajuela Toeschouwers: 6.000 Scheidsrechter: Carlos Torres (PAR) |

|                                                                |                      |       |           |                                                                                |
| 16 augustus WK-kwalificatie № 177 «onderlinge duels» 21:00 uur | Peru                 | 1 – 0 | Venezuela | Estadio Nacional, Lima Toeschouwers: 41.084 Scheidsrechter: Byron Moreno (ECU) |
| 16 augustus WK-kwalificatie № 177 «onderlinge duels» 21:00 uur | Roberto Palacios 69' |       |           | Estadio Nacional, Lima Toeschouwers: 41.084 Scheidsrechter: Byron Moreno (ECU) |

|                                                                |                                                          |       |           |                                                                                                 |
| 2 september WK-kwalificatie № 178 «onderlinge duels» 18:00 uur | Paraguay                                                 | 3 – 0 | Venezuela | Estadio Defensores del Chaco, Asunción Toeschouwers: 40.000 Scheidsrechter: Juan Paniagua (BOL) |
| 2 september WK-kwalificatie № 178 «onderlinge duels» 18:00 uur | Gabriel González 30' José Cardozo 34' Carlos Paredes 43' |       |           | Estadio Defensores del Chaco, Asunción Toeschouwers: 40.000 Scheidsrechter: Juan Paniagua (BOL) |

|                                                              |           |                                                                               |          |                                                                                                  |
| 8 oktober WK-kwalificatie № 178 «onderlinge duels» 15:00 uur | Venezuela | 0 – 6                                                                         | Brazilië | Estadio José Pachencho Romero, Maracaibo Toeschouwers: 6.350 Scheidsrechter: Ubaldo Aquino (PAR) |
| 8 oktober WK-kwalificatie № 178 «onderlinge duels» 15:00 uur |           | 20' Euller 28' Juninho 31' Romário 36' Romário 38' (pen.) Romário 63' Romário |          | Estadio José Pachencho Romero, Maracaibo Toeschouwers: 6.350 Scheidsrechter: Ubaldo Aquino (PAR) |

|                                                      |                 |       |                                         |                                                                                                  |
| 15 november WK-kwalificatie № 180 «onderlinge duels» | Venezuela       | 1 – 2 | Ecuador                                 | Estadio José Pachencho Romero, Maracaibo Toeschouwers: 6.500 Scheidsrechter: Edgardo Lecca (PER) |
| 15 november WK-kwalificatie № 180 «onderlinge duels» | Juan Arango 66' |       | 3' Iván Kaviedes 23' Wellington Sánchez | Estadio José Pachencho Romero, Maracaibo Toeschouwers: 6.500 Scheidsrechter: Edgardo Lecca (PER) |

### 2001
|                                                             | |       |           |                                                                                              |
| 28 maart WK-kwalificatie № 181 «onderlinge duels» 21:45 uur | Argentinië                                                                                             | 5 – 0 | Venezuela | Estadio Monumental, Buenos Aires Toeschouwers: 32.000 Scheidsrechter: Gilberto Hidalgo (PER) |
| 28 maart WK-kwalificatie № 181 «onderlinge duels» 21:45 uur | Hernán Crespo 13' Juan Pablo Sorín 31' Juan Sebastián Verón 51' Marcelo Gallardo 60' Walter Samuel 85' |       |           | Estadio Monumental, Buenos Aires Toeschouwers: 32.000 Scheidsrechter: Gilberto Hidalgo (PER) |

|                                                     |                                    |       |                                              |                                                                                                  |
| 19 april Vriendschappelijk № 182 «onderlinge duels» | Costa Rica                         | 2 – 2 | Venezuela                                    | Estadio Alejandro Morera Soto, Alajuela Toeschouwers: 13.000 Scheidsrechter: Rónald Cedeño (CRC) |
| 19 april Vriendschappelijk № 182 «onderlinge duels» | Rolando Fonseca 36' Mínor Díaz 85' |       | 51' Alexander Rondón 87' (e.d.) Robert Arias | Estadio Alejandro Morera Soto, Alajuela Toeschouwers: 13.000 Scheidsrechter: Rónald Cedeño (CRC) |

|                                                   |                                      |       |                                       |                                                                                           |
| 24 april WK-kwalificatie № 183 «onderlinge duels» | Venezuela                            | 2 – 2 | Colombia                              | Estadio Pueblo Nuevo, San Cristobál Toeschouwers: 19.000 Scheidsrechter: Guido Aros (CHI) |
| 24 april WK-kwalificatie № 183 «onderlinge duels» | Alexander Rondón 22' Juan Arango 81' |       | 83' Gerardo Bedoya 87' Víctor Bonilla | Estadio Pueblo Nuevo, San Cristobál Toeschouwers: 19.000 Scheidsrechter: Guido Aros (CHI) |

|                                                           | |       |           |                                                                                       |
| 3 juni WK-kwalificatie № 184 «onderlinge duels» 16:00 uur | Bolivia | 5 – 0 | Venezuela | Estadio Hernando Siles, La Paz Toeschouwers: 25.000 Scheidsrechter: José Carpio (ECU) |
| 3 juni WK-kwalificatie № 184 «onderlinge duels» 16:00 uur | Julio César Baldivieso 32' Joaquín Botero 35' Raúl Justiniano 38' Joaquín Botero 50' Julio César Baldivieso 68' |       |           | Estadio Hernando Siles, La Paz Toeschouwers: 25.000 Scheidsrechter: José Carpio (ECU) |

| Copa América |
| ------------ |

|                                                       |                                                   |       |           |                                                                                                 |
| 11 juli Copa América Groep A № 185 «onderlinge duels» | Colombia                                          | 2 – 0 | Venezuela | Estadio Metropolitano, Barranquilla Toeschouwers: 45.000 Scheidsrechter: Gilberto Hidalgo (PER) |
| 11 juli Copa América Groep A № 185 «onderlinge duels» | Freddy Grisales 15' Víctor Aristizábal 59' (pen.) |       |           | Estadio Metropolitano, Barranquilla Toeschouwers: 45.000 Scheidsrechter: Gilberto Hidalgo (PER) |

|                                                       |                         |       |           |                                                                                                |
| 14 juli Copa América Groep A № 186 «onderlinge duels» | Chili                   | 1 – 0 | Venezuela | Estadio Metropolitano, Barranquilla Toeschouwers: 33.000 Scheidsrechter: Gilberto Alcalá (MEX) |
| 14 juli Copa América Groep A № 186 «onderlinge duels» | Cristián Montecinos 78' |       |           | Estadio Metropolitano, Barranquilla Toeschouwers: 33.000 Scheidsrechter: Gilberto Alcalá (MEX) |

|                                                                 |                                                                               |       |           |                                                                                                 |
| 17 juli Copa América Groep A № 187 «onderlinge duels» 18:30 uur | Ecuador                                                                       | 4 – 0 | Venezuela | Estadio Metropolitano, Barranquilla Toeschouwers: 20.000 Scheidsrechter: Gilberto Hidalgo (PER) |
| 17 juli Copa América Groep A № 187 «onderlinge duels» 18:30 uur | Agustín Delgado 19' Ángel Fernández 29' Edison Méndez 60' Agustín Delgado 63' |       |           | Estadio Metropolitano, Barranquilla Toeschouwers: 20.000 Scheidsrechter: Gilberto Hidalgo (PER) |

|  |  |  |  |  |  |  |  |  |

|                                                      |                                        |       |         | |
| 14 augustus WK-kwalificatie № 188 «onderlinge duels» | Venezuela                              | 2 – 0 | Uruguay | Estadio José Pachencho Romero, Maracaibo Toeschouwers: 8.500 Scheidsrechter: Antonio Marrufo (MEX) |
| 14 augustus WK-kwalificatie № 188 «onderlinge duels» | Ruberth Morán 52' Alexander Rondón 90' |       |         | Estadio José Pachencho Romero, Maracaibo Toeschouwers: 8.500 Scheidsrechter: Antonio Marrufo (MEX) |

|                                                      |       |                                  |           |                                                                                   |
| 4 september WK-kwalificatie № 189 «onderlinge duels» | Chili | 0 – 2                            | Venezuela | Estadio Nacional, Santiago Toeschouwers: 25.000 Scheidsrechter: René Ortubé (BOL) |
| 4 september WK-kwalificatie № 189 «onderlinge duels» |       | 56' Ricardo Páez 62' Juan Arango |           | Estadio Nacional, Santiago Toeschouwers: 25.000 Scheidsrechter: René Ortubé (BOL) |

|                                                              |                                                               |       |      |                                                                                              |
| 6 oktober WK-kwalificatie № 190 «onderlinge duels» 19:30 uur | Venezuela                                                     | 3 – 0 | Peru | Estadio Pueblo Nuevo, San Cristobál Toeschouwers: 17.220 Scheidsrechter: Mario Sánchez (CHI) |
| 6 oktober WK-kwalificatie № 190 «onderlinge duels» 19:30 uur | Wilfredo Alvarado 54' Wilfredo Alvarado 77' Ruberth Morán 80' |       |      | Estadio Pueblo Nuevo, San Cristobál Toeschouwers: 17.220 Scheidsrechter: Mario Sánchez (CHI) |

|                                                               |                                                         |       |                           |                                                                                                 |
| 8 november WK-kwalificatie № 191 «onderlinge duels» 19:00 uur | Venezuela                                               | 3 – 1 | Paraguay                  | Estadio Pueblo Nuevo, San Cristobál Toeschouwers: 22.500 Scheidsrechter: Horacio Elizondo (ARG) |
| 8 november WK-kwalificatie № 191 «onderlinge duels» 19:00 uur | Ruberth Morán 2' Daniel Noriega 22' Héctor González 40' |       | 28' (pen.) Francisco Arce | Estadio Pueblo Nuevo, San Cristobál Toeschouwers: 22.500 Scheidsrechter: Horacio Elizondo (ARG) |

|                                                                |                                   |       |           | |
| 14 november WK-kwalificatie № 192 «onderlinge duels» 20:40 uur | Brazilië                          | 3 – 0 | Venezuela | Estádio Governador João Castelo, São Luís Toeschouwers: 65.000 Scheidsrechter: Daniel Giménez (ARG) |
| 14 november WK-kwalificatie № 192 «onderlinge duels» 20:40 uur | Luizão 12' Luizão 19' Rivaldo 34' |       |           | Estádio Governador João Castelo, São Luís Toeschouwers: 65.000 Scheidsrechter: Daniel Giménez (ARG) |

### 2002
|                                                    |                       |       |           |                                                                                        |
| 1 maart Vriendschappelijk № 193 «onderlinge duels» | Iran                  | 1 – 0 | Venezuela | Stade Mohammed V, Casablanca Toeschouwers: 25.000 Scheidsrechter: Khalil Rouissi (MAR) |
| 1 maart Vriendschappelijk № 193 «onderlinge duels» | Mojahed Khaziravi 12' |       |           | Stade Mohammed V, Casablanca Toeschouwers: 25.000 Scheidsrechter: Khalil Rouissi (MAR) |

|                                                  |           |       |          |                                                                                     |
| 7 mei Vriendschappelijk № 194 «onderlinge duels» | Venezuela | 0 – 0 | Colombia | Estadio Olímpico, Caracas Toeschouwers: 28.000 Scheidsrechter: Luis Solorzano (VEN) |
| 7 mei Vriendschappelijk № 194 «onderlinge duels» |           |       |          | Estadio Olímpico, Caracas Toeschouwers: 28.000 Scheidsrechter: Luis Solorzano (VEN) |

|                                                        |                                        |       |         |                                                                                    |
| 21 augustus Vriendschappelijk № 195 «onderlinge duels» | Venezuela                              | 2 – 0 | Bolivia | Estadio Olímpico, Caracas Toeschouwers: 25.000 Scheidsrechter: Edison Ibarra (VEN) |
| 21 augustus Vriendschappelijk № 195 «onderlinge duels» | Daniel Noriega 17' Héctor González 20' |       |         | Estadio Olímpico, Caracas Toeschouwers: 25.000 Scheidsrechter: Edison Ibarra (VEN) |

|                                                       |                                         |       |         |                                                                                    |
| 20 oktober Vriendschappelijk № 196 «onderlinge duels» | Venezuela                               | 2 – 0 | Ecuador | Estadio Olímpico, Caracas Toeschouwers: 30.000 Scheidsrechter: Gustavo Brand (VEN) |
| 20 oktober Vriendschappelijk № 196 «onderlinge duels» | José Manuel Rey 29' Wilfredo Moreno 81' |       |         | Estadio Olímpico, Caracas Toeschouwers: 30.000 Scheidsrechter: Gustavo Brand (VEN) |

|                                                        |                  |       |         |                                                                                     |
| 20 november Vriendschappelijk № 197 «onderlinge duels» | Venezuela        | 1 – 0 | Uruguay | Estadio Olímpico, Caracas Toeschouwers: 26.000 Scheidsrechter: Luis Solórzano (VEN) |
| 20 november Vriendschappelijk № 197 «onderlinge duels» | Ricardo Páez 48' |       |         | Estadio Olímpico, Caracas Toeschouwers: 26.000 Scheidsrechter: Luis Solórzano (VEN) |

### 2003
|                                                     |                                       |       |           |                                                                                   |
| 29 maart Vriendschappelijk № 198 «onderlinge duels» | Verenigde Staten                      | 2 – 0 | Venezuela | Seahawks Stadium, Seattle Toeschouwers: 17.000 Scheidsrechter: Mike Seifert (CAN) |
| 29 maart Vriendschappelijk № 198 «onderlinge duels» | Jovan Kirovski 51' Landon Donovan 76' |       |           | Seahawks Stadium, Seattle Toeschouwers: 17.000 Scheidsrechter: Mike Seifert (CAN) |

|                                                    |                                              |       |         |                                                                                   |
| 2 april Vriendschappelijk № 199 «onderlinge duels» | Venezuela                                    | 2 – 0 | Jamaica | Estadio Olímpico, Caracas Toeschouwers: 25.000 Scheidsrechter: Segundo Díaz (ECU) |
| 2 april Vriendschappelijk № 199 «onderlinge duels» | Gabriel Urdaneta 10' (pen.) Ricardo Páez 38' |       |         | Estadio Olímpico, Caracas Toeschouwers: 25.000 Scheidsrechter: Segundo Díaz (ECU) |

|                                                     |                                                    |       |                |                                                                                             |
| 30 april Vriendschappelijk № 200 «onderlinge duels» | Venezuela                                          | 3 – 0 | Trinidad en T. | Estadio Pueblo Nuevo, San Cristobál Toeschouwers: 22.000 Scheidsrechter: Jorge Rivera (VEN) |
| 30 april Vriendschappelijk № 200 «onderlinge duels» | Juan Arango 30' Juan Arango 39' Daniel Noriega 75' |       |                | Estadio Pueblo Nuevo, San Cristobál Toeschouwers: 22.000 Scheidsrechter: Jorge Rivera (VEN) |

|                                                   |                                      |       |                      |                                                                           |
| 7 juni Vriendschappelijk № 201 «onderlinge duels» | Venezuela                            | 2 – 1 | Honduras             | Orange Bowl, Miami Toeschouwers: 15.000 Scheidsrechter: Kevin Terry (USA) |
| 7 juni Vriendschappelijk № 201 «onderlinge duels» | Gabriel Urdaneta 14' Juan Arango 36' |       | 45' Wilmer Velázquez | Orange Bowl, Miami Toeschouwers: 15.000 Scheidsrechter: Kevin Terry (USA) |

|                                                    |           |                     |      |                                                                              |
| 26 juni Vriendschappelijk № 202 «onderlinge duels» | Venezuela | 0 – 1               | Peru | Orange Bowl, Miami Toeschouwers: 7.000 Scheidsrechter: Michael Kennedy (USA) |
| 26 juni Vriendschappelijk № 202 «onderlinge duels» |           | 73' Alfredo Carmona |      | Orange Bowl, Miami Toeschouwers: 7.000 Scheidsrechter: Michael Kennedy (USA) |

|                                                   |                               |       |                                             |                                                                                                 |
| 3 juli Vriendschappelijk № 203 «onderlinge duels» | Trinidad en T.                | 2 – 2 | Venezuela                                   | Hasely Crawford Stadium, Port of Spain Toeschouwers: 10.000 Scheidsrechter: Richard Piper (TRI) |
| 3 juli Vriendschappelijk № 203 «onderlinge duels» | Stern John 48' Stern John 72' |       | 40' Cristian Cásseres 49' Cristian Cásseres | Hasely Crawford Stadium, Port of Spain Toeschouwers: 10.000 Scheidsrechter: Richard Piper (TRI) |

|                                                    |                     |       |           |                                                                     |
| 26 juli Vriendschappelijk № 204 «onderlinge duels» | Nigeria             | 1 – 0 | Venezuela | Vicarage Road, Watford Toeschouwers: 1.000 Scheidsrechter: onbekend |
| 26 juli Vriendschappelijk № 204 «onderlinge duels» | Augustine Okocha 8' |       |           | Vicarage Road, Watford Toeschouwers: 1.000 Scheidsrechter: onbekend |

|                                                        |                                                          |       |                                  |                                                                                                  |
| 20 augustus Vriendschappelijk № 203 «onderlinge duels» | Venezuela                                                | 3 – 2 | Haïti                            | Estadio José Pachencho Romero, Maracaibo Toeschouwers: 15.000 Scheidsrechter: Jorge Manzur (VEN) |
| 20 augustus Vriendschappelijk № 203 «onderlinge duels» | Leonel Vielma 78' Héctor González 83' Jobanny Rivero 87' |       | 55' Jean Peguero 69' Samper Maxo | Estadio José Pachencho Romero, Maracaibo Toeschouwers: 15.000 Scheidsrechter: Jorge Manzur (VEN) |

|                                                                |                                         |       |           |                                                                                           |
| 6 september WK-kwalificatie № 206 «onderlinge duels» 16:00 uur | Ecuador                                 | 2 – 0 | Venezuela | Estadio Olímpico Atahualpa, Quito Toeschouwers: 14.997 Scheidsrechter: Rubén Selman (CHI) |
| 6 september WK-kwalificatie № 206 «onderlinge duels» 16:00 uur | Giovanni Espinoza 6' Carlos Tenorio 67' |       |           | Estadio Olímpico Atahualpa, Quito Toeschouwers: 14.997 Scheidsrechter: Rubén Selman (CHI) |

|                                                                |           |                                                    |            |                                                                                     |
| 9 september WK-kwalificatie № 207 «onderlinge duels» 19:00 uur | Venezuela | 0 – 3                                              | Argentinië | Estadio Olímpico, Caracas Toeschouwers: 24.783 Scheidsrechter: Martín Vázquez (URU) |
| 9 september WK-kwalificatie № 207 «onderlinge duels» 19:00 uur |           | 7' Pablo Aimar 25' Hernán Crespo 32' César Delgado |            | Estadio Olímpico, Caracas Toeschouwers: 24.783 Scheidsrechter: Martín Vázquez (URU) |

|                                                                |          |                |           |                                                                                               |
| 15 november WK-kwalificatie № 208 «onderlinge duels» 16:00 uur | Colombia | 0 – 1          | Venezuela | Estadio Metropolitano, Barranquilla Toeschouwers: 20.000 Scheidsrechter: Carlos Chandía (CHI) |
| 15 november WK-kwalificatie № 208 «onderlinge duels» 16:00 uur |          | 9' Juan Arango |           | Estadio Metropolitano, Barranquilla Toeschouwers: 20.000 Scheidsrechter: Carlos Chandía (CHI) |

|                                                      |                                       |       |                    |                                                                                            |
| 18 november WK-kwalificatie № 209 «onderlinge duels» | Venezuela                             | 2 – 1 | Bolivia            | Estadio José Romero, Maracaibo Toeschouwers: 30.000 Scheidsrechter: Mauricio Reinoso (ECU) |
| 18 november WK-kwalificatie № 209 «onderlinge duels» | José Manuel Rey 90' Juan Arango 90+2' |       | 60' Joaquín Botero | Estadio José Romero, Maracaibo Toeschouwers: 30.000 Scheidsrechter: Mauricio Reinoso (ECU) |

### 2004
|                                                        |                   |       |                   |                                                                                 |
| 18 februari Vriendschappelijk № 210 «onderlinge duels» | Venezuela         | 1 – 1 | Australië         | Estadio Olímpico, Caracas Toeschouwers: 16.000 Scheidsrechter: Óscar Ruiz (COL) |
| 18 februari Vriendschappelijk № 210 «onderlinge duels» | Juan Arango 90+1' |       | 18' Paul Agostino | Estadio Olímpico, Caracas Toeschouwers: 16.000 Scheidsrechter: Óscar Ruiz (COL) |

|                                                     |                                         |       |                  |                                                                                                  |
| 10 maart Vriendschappelijk № 211 «onderlinge duels» | Venezuela                               | 2 – 1 | Honduras         | Estadio José Pachencho Romero, Maracaibo Toeschouwers: 24.000 Scheidsrechter: Jorge Manzur (VEN) |
| 10 maart Vriendschappelijk № 211 «onderlinge duels» | Luis Vera 35' (pen.) Daniel Noriega 53' |       | 38' Walter López | Estadio José Pachencho Romero, Maracaibo Toeschouwers: 24.000 Scheidsrechter: Jorge Manzur (VEN) |

|                                                             |         |                                                          |           |                                                                                       |
| 31 maart WK-kwalificatie № 212 «onderlinge duels» 20:40 uur | Uruguay | 0 – 3                                                    | Venezuela | Estadio Centenario, Montevideo Toeschouwers: 42.131 Scheidsrechter: René Ortubé (BOL) |
| 31 maart WK-kwalificatie № 212 «onderlinge duels» 20:40 uur |         | 18' Gabriel Urdaneta 63' Héctor González 77' Juan Arango |           | Estadio Centenario, Montevideo Toeschouwers: 42.131 Scheidsrechter: René Ortubé (BOL) |

|                                                     |                                       |       |                 |                                                                                  |
| 28 april Vriendschappelijk № 213 «onderlinge duels» | Jamaica                               | 2 – 1 | Venezuela       | Independence Park, Kingston Toeschouwers: 10.000 Scheidsrechter: Noel Ford (BAR) |
| 28 april Vriendschappelijk № 213 «onderlinge duels» | Marlon King 10' Andrew Williams 45+1' |       | 27' Juan Arango | Independence Park, Kingston Toeschouwers: 10.000 Scheidsrechter: Noel Ford (BAR) |

|                                                 |           |                      |       |                                                                                              |
| 1 juni WK-kwalificatie № 214 «onderlinge duels» | Venezuela | 0 – 1                | Chili | Estadio Pueblo Nuevo, San Cristóbal Toeschouwers: 23.040 Scheidsrechter: Carlos Torres (PAR) |
| 1 juni WK-kwalificatie № 214 «onderlinge duels» |           | 84' Mauricio Pinilla |       | Estadio Pueblo Nuevo, San Cristóbal Toeschouwers: 23.040 Scheidsrechter: Carlos Torres (PAR) |

|                                                           |      |       |           |                                                                                   |
| 6 juni WK-kwalificatie № 215 «onderlinge duels» 15:00 uur | Peru | 0 – 0 | Venezuela | Estadio Nacional, Lima Toeschouwers: 45.000 Scheidsrechter: Jorge Larrionda (URU) |
| 6 juni WK-kwalificatie № 215 «onderlinge duels» 15:00 uur |      |       |           | Estadio Nacional, Lima Toeschouwers: 45.000 Scheidsrechter: Jorge Larrionda (URU) |

| Copa América |
| ------------ |

|                                                      |           |                           |          |                                                                                  |
| 6 juli Copa América Groep A № 216 «onderlinge duels» | Venezuela | 0 – 1                     | Colombia | Estadio Nacional, Lima Toeschouwers: 45.000 Scheidsrechter: Márcio Rezende (BRA) |
| 6 juli Copa América Groep A № 216 «onderlinge duels» |           | 21' (pen.) Tressor Moreno |          | Estadio Nacional, Lima Toeschouwers: 45.000 Scheidsrechter: Márcio Rezende (BRA) |

|                                                      |                                                                |       |                       |                                                                                |
| 9 juli Copa América Groep A № 217 «onderlinge duels» | Peru                                                           | 3 – 1 | Venezuela             | Estadio Nacional, Lima Toeschouwers: 43.000 Scheidsrechter: Rubén Selman (CHI) |
| 9 juli Copa América Groep A № 217 «onderlinge duels» | Jefferson Farfán 34' Nolberto Solano 61' Santiago Acasiete 72' |       | 74' Massimo Margiotta | Estadio Nacional, Lima Toeschouwers: 43.000 Scheidsrechter: Rubén Selman (CHI) |

|                                                       |                   |       |                     |                                                                                       |
| 12 juli Copa América Groep A № 218 «onderlinge duels» | Venezuela         | 1 – 1 | Bolivia             | Estadio Mansiche, Trujillo Toeschouwers: 25.000 Scheidsrechter: Marco Rodríguez (MEX) |
| 12 juli Copa América Groep A № 218 «onderlinge duels» | Ruberth Morán 27' |       | 33' Gonzalo Galindo | Estadio Mansiche, Trujillo Toeschouwers: 25.000 Scheidsrechter: Marco Rodríguez (MEX) |

|  |  |  |  |  |  |  |  |  |

|                                                        |                                                        |       |                                          |                                                                                                   |
| 18 augustus Vriendschappelijk № 219 «onderlinge duels» | Spanje                                                 | 3 – 2 | Venezuela                                | Estadio de Gran Canaria, Las Palmas Toeschouwers: 31.000 Scheidsrechter: Pasquale Rodomonti (ITA) |
| 18 augustus Vriendschappelijk № 219 «onderlinge duels» | Fernando Morientes 41' Raúl Tamudo 57' Raúl Tamudo 67' |       | 45+1' Jorge Rojas 90+2' Rafael Castellín | Estadio de Gran Canaria, Las Palmas Toeschouwers: 31.000 Scheidsrechter: Pasquale Rodomonti (ITA) |

|                                                                |                    |       |           |                                                                                                  |
| 5 september WK-kwalificatie № 220 «onderlinge duels» 18:20 uur | Paraguay           | 1 – 0 | Venezuela | Estadio Defensores del Chaco, Asunción Toeschouwers: 30.000 Scheidsrechter: Gustavo Méndez (URU) |
| 5 september WK-kwalificatie № 220 «onderlinge duels» 18:20 uur | Carlos Gamarra 52' |       |           | Estadio Defensores del Chaco, Asunción Toeschouwers: 30.000 Scheidsrechter: Gustavo Méndez (URU) |

|                                                              |                                     |       |                                                      | |
| 9 oktober WK-kwalificatie № 221 «onderlinge duels» 21:00 uur | Venezuela                           | 2 – 5 | Brazilië                                             | Estadio José Pachencho Romero, Maracaibo Toeschouwers: 26.133 Scheidsrechter: Carlos Chandía (CHI) |
| 9 oktober WK-kwalificatie № 221 «onderlinge duels» 21:00 uur | Ruberth Morán 79' Ruberth Morán 90' |       | 5' Kaká 34' Kaká 48' Ronaldo 50' Ronaldo 75' Adriano | Estadio José Pachencho Romero, Maracaibo Toeschouwers: 26.133 Scheidsrechter: Carlos Chandía (CHI) |

|                                                               |                                                                 |       |                         |                                                                                               |
| 14 oktober WK-kwalificatie № 222 «onderlinge duels» 19:00 uur | Venezuela                                                       | 3 – 1 | Ecuador                 | Estadio Polideportivo, San Cristóbal Toeschouwers: 13.800 Scheidsrechter: Eduardo Lecca (PER) |
| 14 oktober WK-kwalificatie № 222 «onderlinge duels» 19:00 uur | Gabriel Urdaneta 20' (pen.) Ruberth Morán 72' Ruberth Morán 80' |       | 41' (pen.) Marlon Ayoví | Estadio Polideportivo, San Cristóbal Toeschouwers: 13.800 Scheidsrechter: Eduardo Lecca (PER) |

|                                                                |                                                                        |       |                                     |                                                                                              |
| 17 november WK-kwalificatie № 223 «onderlinge duels» 19:00 uur | Argentinië                                                             | 3 – 2 | Venezuela                           | Estadio Monumental, Buenos Aires Toeschouwers: 30.000 Scheidsrechter: Gilberto Hidalgo (PER) |
| 17 november WK-kwalificatie № 223 «onderlinge duels» 19:00 uur | José Manuel Rey 3' (e.d.) Juan Román Riquelme 45+1' Javier Saviola 65' |       | 31' Ruberth Morán 72' Leonel Vielma | Estadio Monumental, Buenos Aires Toeschouwers: 30.000 Scheidsrechter: Gilberto Hidalgo (PER) |

|                                                        |           |                 |           |                                                                                           |
| 21 december Vriendschappelijk № 224 «onderlinge duels» | Venezuela | 0 – 1           | Guatemala | Estadio Brígido Iriarte, Caracas Toeschouwers: 5.000 Scheidsrechter: Luis Solorzano (VEN) |
| 21 december Vriendschappelijk № 224 «onderlinge duels» |           | 88' Carlos Ruiz |           | Estadio Brígido Iriarte, Caracas Toeschouwers: 5.000 Scheidsrechter: Luis Solorzano (VEN) |

### 2005
|                                                                 |                                                                |       |         |                                                                                                   |
| 9 februari Vriendschappelijk № 225 «onderlinge duels» 19:00 uur | Venezuela                                                      | 3 – 0 | Estland | Estadio José Pachencho Romero, Maracaibo Toeschouwers: 8.000 Scheidsrechter: Carlos Vásquez (ECU) |
| 9 februari Vriendschappelijk № 225 «onderlinge duels» 19:00 uur | Ricardo Páez 19' Massimo Margiotta 32' Giancarlo Maldonado 81' |       |         | Estadio José Pachencho Romero, Maracaibo Toeschouwers: 8.000 Scheidsrechter: Carlos Vásquez (ECU) |

|                                                             |           |       |          |                                                                                                  |
| 26 maart WK-kwalificatie № 226 «onderlinge duels» 19:00 uur | Venezuela | 0 – 0 | Colombia | Estadio José Pachencho Romero, Maracaibo Toeschouwers: 18.000 Scheidsrechter: Carlos Simon (BRA) |
| 26 maart WK-kwalificatie № 226 «onderlinge duels» 19:00 uur |           |       |          | Estadio José Pachencho Romero, Maracaibo Toeschouwers: 18.000 Scheidsrechter: Carlos Simon (BRA) |

|                                                   |                                                                         |       |                         |                                                                                        |
| 29 maart WK-kwalificatie № 227 «onderlinge duels» | Bolivia                                                                 | 3 – 1 | Venezuela               | Estadio Hernando Siles, La Paz Toeschouwers: 7.908 Scheidsrechter: Eduardo Lecca (PER) |
| 29 maart WK-kwalificatie № 227 «onderlinge duels» | Alejandro Cichero 2' (e.d.) José Alfredo Castillo 25' Joselito Vaca 84' |       | 71' Giancarlo Maldonado | Estadio Hernando Siles, La Paz Toeschouwers: 7.908 Scheidsrechter: Eduardo Lecca (PER) |

|                                                   |                        |       |                   |                                                                                    |
| 25 mei Vriendschappelijk № 228 «onderlinge duels» | Venezuela              | 1 – 1 | Panama            | Estadio Olímpico, Caracas Toeschouwers: 15.000 Scheidsrechter: Gustavo Brand (VEN) |
| 25 mei Vriendschappelijk № 228 «onderlinge duels» | Giancarlo Maldonado 4' |       | 34' Roberto Brown | Estadio Olímpico, Caracas Toeschouwers: 15.000 Scheidsrechter: Gustavo Brand (VEN) |

|                                                           |                         |       |                 | |
| 4 juni WK-kwalificatie № 717 «onderlinge duels» 20:00 uur | Venezuela               | 1 – 1 | Uruguay         | Estadio José Pachencho Romero, Maracaibo Toeschouwers: 27.000 Scheidsrechter: Gabriel Brazenas (ARG) |
| 4 juni WK-kwalificatie № 717 «onderlinge duels» 20:00 uur | Giancarlo Maldonado 73' |       | 2' Diego Forlán | Estadio José Pachencho Romero, Maracaibo Toeschouwers: 27.000 Scheidsrechter: Gabriel Brazenas (ARG) |

|                                                 |                                   |       |                   |                                                                                     |
| 8 juni WK-kwalificatie № 230 «onderlinge duels» | Chili                             | 2 – 1 | Venezuela         | Estadio Nacional, Santiago Toeschouwers: 35.506 Scheidsrechter: Carlos Torres (PAR) |
| 8 juni WK-kwalificatie № 230 «onderlinge duels» | Luis Jiménez 31' Luis Jiménez 60' |       | 82' Ruberth Morán | Estadio Nacional, Santiago Toeschouwers: 35.506 Scheidsrechter: Carlos Torres (PAR) |

|                                                        |                                                    |       |                   |                                                                                         |
| 17 augustus Vriendschappelijk № 231 «onderlinge duels» | Ecuador                                            | 3 – 1 | Venezuela         | Estadio Monumental, Guayaquil Toeschouwers: 10.000 Scheidsrechter: Carlos Vásquez (ECU) |
| 17 augustus Vriendschappelijk № 231 «onderlinge duels» | Félix Borja 7' Cristian Lara 40' Cristian Lara 67' |       | 70' Ruberth Morán | Estadio Monumental, Guayaquil Toeschouwers: 10.000 Scheidsrechter: Carlos Vásquez (ECU) |

|                                                                |                                                                               |       |                      |                                                                                                   |
| 3 september WK-kwalificatie № 232 «onderlinge duels» 19:00 uur | Venezuela                                                                     | 4 – 1 | Peru                 | Estadio José Pachencho Romero, Maracaibo Toeschouwers: 6.000 Scheidsrechter: Márcio Rezende (BRA) |
| 3 september WK-kwalificatie № 232 «onderlinge duels» 19:00 uur | Giancarlo Maldonado 17' Juan Arango 68' José Torrealba 73' José Torrealba 79' |       | 63' Jefferson Farfán | Estadio José Pachencho Romero, Maracaibo Toeschouwers: 6.000 Scheidsrechter: Márcio Rezende (BRA) |

|                                                              |           |                   |          | |
| 8 oktober WK-kwalificatie № 233 «onderlinge duels» 17:00 uur | Venezuela | 0 – 1             | Paraguay | Estadio José Pachencho Romero, Maracaibo Toeschouwers: 13.272 Scheidsrechter: Horacio Elizondo (ARG) |
| 8 oktober WK-kwalificatie № 233 «onderlinge duels» 17:00 uur |           | 64' Nelson Valdez |          | Estadio José Pachencho Romero, Maracaibo Toeschouwers: 13.272 Scheidsrechter: Horacio Elizondo (ARG) |

|                                                               |                                            |       |           |                                                                              |
| 12 oktober WK-kwalificatie № 234 «onderlinge duels» 21:30 uur | Brazilië                                   | 3 – 0 | Venezuela | Mangueirão, Belém Toeschouwers: 47.000 Scheidsrechter: Héctor Baldassi (ARG) |
| 12 oktober WK-kwalificatie № 234 «onderlinge duels» 21:30 uur | Adriano 28' Ronaldo 51' Roberto Carlos 61' |       |           | Mangueirão, Belém Toeschouwers: 47.000 Scheidsrechter: Héctor Baldassi (ARG) |

### 2006
|                                                    |                 |       |                |                                                                                            |
| 1 maart Vriendschappelijk № 235 «onderlinge duels» | Venezuela       | 1 – 1 | Colombia       | Estadio Pachencho Romero, Maracaibo Toeschouwers: 15.000 Scheidsrechter: José Carpio (ECU) |
| 1 maart Vriendschappelijk № 235 «onderlinge duels» | Jesús Gómez 48' |       | 70' Elkin Soto | Estadio Pachencho Romero, Maracaibo Toeschouwers: 15.000 Scheidsrechter: José Carpio (ECU) |

|                                                  |                       |       |           |                                                                             |
| 5 mei Vriendschappelijk № 236 «onderlinge duels» | Mexico                | 1 – 0 | Venezuela | Rose Bowl, Pasadena Toeschouwers: 58.147 Scheidsrechter: Terry Vaughn (USA) |
| 5 mei Vriendschappelijk № 236 «onderlinge duels» | Omar Bravo 57' (pen.) |       |           | Rose Bowl, Pasadena Toeschouwers: 58.147 Scheidsrechter: Terry Vaughn (USA) |

|                                                   |                                   |       |           |                                                                                                 |
| 26 mei Vriendschappelijk № 237 «onderlinge duels» | Verenigde Staten                  | 2 – 0 | Venezuela | Cleveland Browns Stadium, Cleveland Toeschouwers: 29.745 Scheidsrechter: Mauricio Morales (MEX) |
| 26 mei Vriendschappelijk № 237 «onderlinge duels» | Brian Ching 36' Clint Dempsey 69' |       |           | Cleveland Browns Stadium, Cleveland Toeschouwers: 29.745 Scheidsrechter: Mauricio Morales (MEX) |

|                                                        |           |       |          | |
| 16 augustus Vriendschappelijk № 238 «onderlinge duels» | Venezuela | 0 – 0 | Honduras | Estadio Olímpico Hermanos Ghersi Páez, Maracay Toeschouwers: 9.000 Scheidsrechter: Gustavo Brand (VEN) |
| 16 augustus Vriendschappelijk № 238 «onderlinge duels» |           |       |          | Estadio Olímpico Hermanos Ghersi Páez, Maracay Toeschouwers: 9.000 Scheidsrechter: Gustavo Brand (VEN) |

|                                                                  |                    |       |           |                                                                              |
| 2 september Vriendschappelijk № 239 «onderlinge duels» 17:15 uur | Zwitserland        | 1 – 0 | Venezuela | St. Jakob Park, Bazel Toeschouwers: 12.500 Scheidsrechter: Alain Hamer (LUX) |
| 2 september Vriendschappelijk № 239 «onderlinge duels» 17:15 uur | Alexander Frei 86' |       |           | St. Jakob Park, Bazel Toeschouwers: 12.500 Scheidsrechter: Alain Hamer (LUX) |

- 06 Sep 2006 Austria v Venezuela W 0-1 Four Team Tournament

|                                                                   |                      |       |         |                                                                                             |
| 27 september Vriendschappelijk № 240 «onderlinge duels» 21:00 uur | Venezuela            | 1 – 0 | Uruguay | Estadio Pachencho Romero, Maracaibo Toeschouwers: 17.000 Scheidsrechter: Jorge Manzur (VEN) |
| 27 september Vriendschappelijk № 240 «onderlinge duels» 21:00 uur | Daniel Arismendi 54' |       |         | Estadio Pachencho Romero, Maracaibo Toeschouwers: 17.000 Scheidsrechter: Jorge Manzur (VEN) |

|                                                                 |                                                                           |       |           |                                                                                          |
| 18 oktober Vriendschappelijk № 241 «onderlinge duels» 21:00 uur | Uruguay                                                                   | 4 – 0 | Venezuela | Estadio Centenario, Montevideo Toeschouwers: 7.000 Scheidsrechter: Roberto Silvera (URU) |
| 18 oktober Vriendschappelijk № 241 «onderlinge duels» 21:00 uur | Vicente Sánchez 12' Diego Godín 14' Sebastián Abreu 51' Sergio Blanco 88' |       |           | Estadio Centenario, Montevideo Toeschouwers: 7.000 Scheidsrechter: Roberto Silvera (URU) |

|                                                        |                                         |       |                        |                                                                                            |
| 15 november Vriendschappelijk № 242 «onderlinge duels» | Venezuela                               | 2 – 1 | Guatemala              | Estadio Brígido Iriarte, Caracas Toeschouwers: 9.000 Scheidsrechter: Manuel Andarcia (VEN) |
| 15 november Vriendschappelijk № 242 «onderlinge duels» | Javier Villafraz 4' José Manuel Rey 52' |       | 73' Florencio Martínez | Estadio Brígido Iriarte, Caracas Toeschouwers: 9.000 Scheidsrechter: Manuel Andarcia (VEN) |

### 2007
|                                                                 |                                             |       |        |                                                                                              |
| 14 januari Vriendschappelijk № 243 «onderlinge duels» 20:45 uur | Venezuela                                   | 2 – 0 | Zweden | Estadio Pachencho Romero, Maracaibo Toeschouwers: 14.000 Scheidsrechter: José Buitrago (COL) |
| 14 januari Vriendschappelijk № 243 «onderlinge duels» 20:45 uur | Alejandro Guerra 17' Daniel Arismendi 90+1' |       |        | Estadio Pachencho Romero, Maracaibo Toeschouwers: 14.000 Scheidsrechter: José Buitrago (COL) |

|                                                       |           |                      |       |                                                                                             |
| 8 februari Vriendschappelijk № 244 «onderlinge duels» | Venezuela | 0 – 1                | Chili | Estadio Pachencho Romero, Maracaibo Toeschouwers: 9.000 Scheidsrechter: José Buitrago (COL) |
| 8 februari Vriendschappelijk № 244 «onderlinge duels» |           | 43' Matías Fernández |       | Estadio Pachencho Romero, Maracaibo Toeschouwers: 9.000 Scheidsrechter: José Buitrago (COL) |

|                                                    |                                                                    |       |                      |                                                                                    |
| 1 maart Vriendschappelijk № 245 «onderlinge duels» | Mexico                                                             | 3 – 1 | Venezuela            | Qualcomm Stadium, San Diego Toeschouwers: 63.328 Scheidsrechter: Kevin Stott (USA) |
| 1 maart Vriendschappelijk № 245 «onderlinge duels» | Andres Guardado 25' Fernando Arce 34' Cuauhtemoc Blanco 47' (pen.) |       | 83' Daniel Arismendi | Qualcomm Stadium, San Diego Toeschouwers: 63.328 Scheidsrechter: Kevin Stott (USA) |

|                                                     |                                                       |       |                       | |
| 24 maart Vriendschappelijk № 246 «onderlinge duels» | Venezuela                                             | 3 – 1 | Cuba                  | Estadio Guillermo Soto Rosa, Mérida Toeschouwers: 12.000 Scheidsrechter: Candelario Andarcia (VEN) |
| 24 maart Vriendschappelijk № 246 «onderlinge duels» | Juan Arango 11' José Torrealba 33' César González 64' |       | 47' Reynier Alcantara | Estadio Guillermo Soto Rosa, Mérida Toeschouwers: 12.000 Scheidsrechter: Candelario Andarcia (VEN) |

|                                                     | |       |               |                                                                                               |
| 29 maart Vriendschappelijk № 247 «onderlinge duels» | Venezuela | 5 – 0 | Nieuw-Zeeland | Estadio José Pachencho Romero, Maracaibo Toeschouwers: 12.000 Scheidsrechter: Juan Soto (VEN) |
| 29 maart Vriendschappelijk № 247 «onderlinge duels» | Ricardo Páez 7' Fernando de Ornelas 30' Fernando de Ornelas 75' Nicolás Fedor 84' (pen.) Ruberth Morán 90+1' |       |               | Estadio José Pachencho Romero, Maracaibo Toeschouwers: 12.000 Scheidsrechter: Juan Soto (VEN) |

|                                                   |                                        |       |                  |                                                                                       |
| 25 mei Vriendschappelijk № 248 «onderlinge duels» | Venezuela                              | 2 – 1 | Honduras         | Estadio Metropolitano, Mérida Toeschouwers: 42.000 Scheidsrechter: Mayker Gómez (VEN) |
| 25 mei Vriendschappelijk № 248 «onderlinge duels» | Leonel Vielma 18' Daniel Arismendi 38' |       | 44' Carlos Pavón | Estadio Metropolitano, Mérida Toeschouwers: 42.000 Scheidsrechter: Mayker Gómez (VEN) |

|                                                   |                                               |       |                                    |                                                                                             |
| 1 juni Vriendschappelijk № 249 «onderlinge duels» | Venezuela                                     | 2 – 2 | Canada                             | Estadio Pachencho Romero, Maracaibo Toeschouwers: 20.000 Scheidsrechter: Carlos López (COL) |
| 1 juni Vriendschappelijk № 249 «onderlinge duels» | Alejandro Cichero 22' Giancarlo Maldonado 25' |       | 4' Dwayne De Rosario 88' Ali Gerba | Estadio Pachencho Romero, Maracaibo Toeschouwers: 20.000 Scheidsrechter: Carlos López (COL) |

| Copa América |
| ------------ |

|                                                                 |                                          |       |                                       |                                                                                                  |
| 26 juni Copa América Groep A № 250 «onderlinge duels» 20:45 uur | Venezuela                                | 2 – 2 | Bolivia                               | Estadio Polideportivo, San Cristóbal Toeschouwers: 40.000 Scheidsrechter: Mauricio Reinoso (ECU) |
| 26 juni Copa América Groep A № 250 «onderlinge duels» 20:45 uur | Giancarlo Maldonado 20' Ricardo Páez 55' |       | 38' Jaime Moreno 84' Juan Carlos Arce | Estadio Polideportivo, San Cristóbal Toeschouwers: 40.000 Scheidsrechter: Mauricio Reinoso (ECU) |

|                                                                 |                                            |       |      |                                                                                                  |
| 30 juni Copa América Groep A № 251 «onderlinge duels» 22:15 uur | Venezuela                                  | 2 – 0 | Peru | Estadio Polideportivo, San Cristóbal Toeschouwers: 40.000 Scheidsrechter: Benito Archundia (MEX) |
| 30 juni Copa América Groep A № 251 «onderlinge duels» 22:15 uur | Alejandro Cichero 48' Daniel Arismendi 79' |       |      | Estadio Polideportivo, San Cristóbal Toeschouwers: 40.000 Scheidsrechter: Benito Archundia (MEX) |

|                                                                |           |       |         |                                                                                                 |
| 3 juli Copa América Groep A № 252 «onderlinge duels» 20:50 uur | Venezuela | 0 – 0 | Uruguay | Estadio Metropolitano de Mérida, Mérida Toeschouwers: 42.000 Scheidsrechter: Carlos Simon (BRA) |
| 3 juli Copa América Groep A № 252 «onderlinge duels» 20:50 uur |           |       |         | Estadio Metropolitano de Mérida, Mérida Toeschouwers: 42.000 Scheidsrechter: Carlos Simon (BRA) |

|                                                                    |                 |       |                                                                                     |                                                                                                |
| 7 juli Copa América Kwartfinale № 253 «onderlinge duels» 18:05 uur | Venezuela       | 1 – 4 | Uruguay                                                                             | Estadio Polideportivo, San Cristóbal Toeschouwers: 41.200 Scheidsrechter: Carlos Chandía (CHI) |
| 7 juli Copa América Kwartfinale № 253 «onderlinge duels» 18:05 uur | Juan Arango 41' |       | 38' Diego Forlán 64' Pablo Gabriel García 86' Cristian Rodríguez 90+1' Diego Forlán | Estadio Polideportivo, San Cristóbal Toeschouwers: 41.200 Scheidsrechter: Carlos Chandía (CHI) |

|  |  |  |  |  |  |  |  |  |

|                                                        |                        |       |           | |
| 22 augustus Vriendschappelijk № 254 «onderlinge duels» | Paraguay               | 1 – 1 | Venezuela | Estadio Antonio Aranda, Ciudad del Este Toeschouwers: 35.000 Scheidsrechter: Héctor Baldassi (ARG) |
| 22 augustus Vriendschappelijk № 254 «onderlinge duels» | Alejandro Da Silva 25' |       | 58' Miku  | Estadio Antonio Aranda, Ciudad del Este Toeschouwers: 35.000 Scheidsrechter: Héctor Baldassi (ARG) |

|                                                        |                                                                   |       |                                           | |
| 8 september Vriendschappelijk № 255 «onderlinge duels» | Venezuela                                                         | 3 – 2 | Paraguay                                  | Estadio Polideportivo Cachamay, Ciudad Guayana Toeschouwers: 35.000 Scheidsrechter: Carlos López (COL) |
| 8 september Vriendschappelijk № 255 «onderlinge duels» | Daniel Arismendi 67' Giancarlo Maldonado 76' Alejandro Guerra 90' |       | 37' Cristian Riveros 65' Cristian Riveros | Estadio Polideportivo Cachamay, Ciudad Guayana Toeschouwers: 35.000 Scheidsrechter: Carlos López (COL) |

|                                                         |                                  |       |                     | |
| 12 september Vriendschappelijk № 256 «onderlinge duels» | Venezuela                        | 1 – 1 | Panama              | Estadio José Antonio Anzoátegui, Puerto La Cruz Toeschouwers: 25.000 Scheidsrechter: José Buitrago (COL) |
| 12 september Vriendschappelijk № 256 «onderlinge duels» | Giancarlo Maldonado 90+6' (pen.) |       | 67' Rolando Escobar | Estadio José Antonio Anzoátegui, Puerto La Cruz Toeschouwers: 25.000 Scheidsrechter: José Buitrago (COL) |

|                                                               |         |                     |           |                                                                                          |
| 13 oktober WK-kwalificatie № 257 «onderlinge duels» 17:50 uur | Ecuador | 0 – 1               | Venezuela | Estadio Olímpico Atahualpa, Quito Toeschouwers: 29.644 Scheidsrechter: René Ortubé (BOL) |
| 13 oktober WK-kwalificatie № 257 «onderlinge duels» 17:50 uur |         | 68' José Manuel Rey |           | Estadio Olímpico Atahualpa, Quito Toeschouwers: 29.644 Scheidsrechter: René Ortubé (BOL) |

|                                                               |           |                                     |            |                                                                                                  |
| 16 oktober WK-kwalificatie № 258 «onderlinge duels» 20:40 uur | Venezuela | 0 – 2                               | Argentinië | Estadio José Pachencho Romero, Maracaibo Toeschouwers: 10.600 Scheidsrechter: Carlos Simon (BRA) |
| 16 oktober WK-kwalificatie № 258 «onderlinge duels» 20:40 uur |           | 16' Gabriel Milito 43' Lionel Messi |            | Estadio José Pachencho Romero, Maracaibo Toeschouwers: 10.600 Scheidsrechter: Carlos Simon (BRA) |

|                                                      |                  |       |           |                                                                                   |
| 17 november WK-kwalificatie № 259 «onderlinge duels» | Colombia         | 1 – 0 | Venezuela | Estadio El Campín, Bogotá Toeschouwers: 28.273 Scheidsrechter: Rubén Selman (CHI) |
| 17 november WK-kwalificatie № 259 «onderlinge duels» | Rubén Bustos 82' |       |           | Estadio El Campín, Bogotá Toeschouwers: 28.273 Scheidsrechter: Rubén Selman (CHI) |

|                                                      | |       |                                                            |                                                                                                |
| 20 november WK-kwalificatie № 260 «onderlinge duels» | Venezuela | 5 – 3 | Bolivia                                                    | Estadio Pueblo Nuevo, San Cristóbal Toeschouwers: 18.632 Scheidsrechter: Salvio Fagundes (BRA) |
| 20 november WK-kwalificatie № 260 «onderlinge duels» | Daniel Arismendi 20' Daniel Arismendi 40' Alejandro Guerra 81' Giancarlo Maldonado 89' Giancarlo Maldonado 90+1' |       | 19' Marcelo Moreno 27' Juan Carlos Arce 77' Marcelo Moreno | Estadio Pueblo Nuevo, San Cristóbal Toeschouwers: 18.632 Scheidsrechter: Salvio Fagundes (BRA) |

### 2008
|                                                       |                 |       |       |                                                                                  |
| 3 februari Vriendschappelijk № 261 «onderlinge duels» | Venezuela       | 1 – 0 | Haïti | Estadio Monumental, Maturín Toeschouwers: 20.000 Scheidsrechter: Juan Soto (VEN) |
| 3 februari Vriendschappelijk № 261 «onderlinge duels» | Jorge Rojas 10' |       |       | Estadio Monumental, Maturín Toeschouwers: 20.000 Scheidsrechter: Juan Soto (VEN) |

|                                                       |                      |       |                   |                                                                                                 |
| 6 februari Vriendschappelijk № 262 «onderlinge duels» | Venezuela            | 1 – 1 | Haïti             | Estadio Anzoátegui, Puerto La Cruz Toeschouwers: 30.000 Scheidsrechter: Giovanni Perluzzo (VEN) |
| 6 februari Vriendschappelijk № 262 «onderlinge duels» | Alexander Rondón 31' |       | 12' Brunel Fucien | Estadio Anzoátegui, Puerto La Cruz Toeschouwers: 30.000 Scheidsrechter: Giovanni Perluzzo (VEN) |

|                                                     |                         |       |             |                                                                                           |
| 23 maart Vriendschappelijk № 263 «onderlinge duels» | Venezuela               | 1 – 0 | El Salvador | Estadio Anzoátegui, Puerto La Cruz Toeschouwers: 5.000 Scheidsrechter: Maiker Gómez (VEN) |
| 23 maart Vriendschappelijk № 263 «onderlinge duels» | José Salomón Rondón 33' |       |             | Estadio Anzoátegui, Puerto La Cruz Toeschouwers: 5.000 Scheidsrechter: Maiker Gómez (VEN) |

|                                                     |           |                            |         |                                                                                                 |
| 26 maart Vriendschappelijk № 264 «onderlinge duels» | Venezuela | 0 – 1                      | Bolivia | Estadio Anzoategui, Puerto la Cruz Toeschouwers: 19.000 Scheidsrechter: Hernando Buitrago (COL) |
| 26 maart Vriendschappelijk № 264 «onderlinge duels» |           | 80' (e.d.) Gabriel Cichero |         | Estadio Anzoategui, Puerto la Cruz Toeschouwers: 19.000 Scheidsrechter: Hernando Buitrago (COL) |

|                                                  | |       |                                         |                                                                                               |
| 1 mei Vriendschappelijk № 265 «onderlinge duels» | Colombia                                                                                             | 5 – 2 | Venezuela                               | Estadio Alfonso López, Bucaramanga Toeschouwers: 20.000 Scheidsrechter: Víctor Carrillo (PER) |
| 1 mei Vriendschappelijk № 265 «onderlinge duels» | Hugo Rodallega 1' Roberto Polo 11' Giovanny Hernández 65' Hugo Rodallega 75' Luis Mosquera 85' (pen) |       | 10' Gabriel Cichero 44' Franklin Lucena | Estadio Alfonso López, Bucaramanga Toeschouwers: 20.000 Scheidsrechter: Víctor Carrillo (PER) |

|                                                   |                                |       |                   |                                                                                                |
| 30 mei Vriendschappelijk № 266 «onderlinge duels» | Venezuela                      | 1 – 1 | Honduras          | Lockhart Stadium, Fort Lauderdale Toeschouwers: 10.000 Scheidsrechter: Allan Wiemckowski (USA) |
| 30 mei Vriendschappelijk № 266 «onderlinge duels» | Giancarlo Maldonado 77' (pen.) |       | 2' Sergio Mendoza | Lockhart Stadium, Fort Lauderdale Toeschouwers: 10.000 Scheidsrechter: Allan Wiemckowski (USA) |

|                                                   |          |                                          |           |                                                                                      |
| 6 juni Vriendschappelijk № 267 «onderlinge duels» | Brazilië | 0 – 2                                    | Venezuela | Gillette Stadium, Foxborough Toeschouwers: 54.045 Scheidsrechter: Jair Marrufo (USA) |
| 6 juni Vriendschappelijk № 267 «onderlinge duels» |          | 5' Giancarlo Maldonado 44' Ronald Vargas |           | Gillette Stadium, Foxborough Toeschouwers: 54.045 Scheidsrechter: Jair Marrufo (USA) |

|                                                   |                      |                 |           |                                                                                 |
| 9 juni Vriendschappelijk № 268 «onderlinge duels» | Nederlandse Antillen | 0 – 1           | Venezuela | Ergilio Hatostadion, Willemstad Toeschouwers: onbekend Scheidsrechter: onbekend |
| 9 juni Vriendschappelijk № 268 «onderlinge duels» |                      | 70' Jorge Rojas |           | Ergilio Hatostadion, Willemstad Toeschouwers: onbekend Scheidsrechter: onbekend |

|                                                  |                  |       |                   |                                                                                            |
| 14 juni WK-kwalificatie № 269 «onderlinge duels» | Uruguay          | 1 – 1 | Venezuela         | Estadio Centenario, Montevideo Toeschouwers: 41.831 Scheidsrechter: Alfredo Intriago (ECU) |
| 14 juni WK-kwalificatie № 269 «onderlinge duels» | Diego Lugano 12' |       | 55' Ronald Vargas | Estadio Centenario, Montevideo Toeschouwers: 41.831 Scheidsrechter: Alfredo Intriago (ECU) |

|                                                  |                                         |       |                                                               | |
| 19 juni WK-kwalificatie № 270 «onderlinge duels» | Venezuela                               | 2 – 3 | Chili                                                         | Estadio José Antonio Anzoátegui, Puerto La Cruz Toeschouwers: 38.000 Scheidsrechter: Roberto Silvera (URU) |
| 19 juni WK-kwalificatie № 270 «onderlinge duels» | Giancarlo Maldonado 59' Juan Arango 80' |       | 54' (pen.) Humberto Suazo 73' Gonzalo Jara 90' Humberto Suazo | Estadio José Antonio Anzoátegui, Puerto La Cruz Toeschouwers: 38.000 Scheidsrechter: Roberto Silvera (URU) |

|                                                        |                                                                                |       |                             | |
| 20 augustus Vriendschappelijk № 271 «onderlinge duels» | Venezuela                                                                      | 4 – 1 | Syrië                       | Estadio José Antonio Anzoátegui, Puerto La Cruz Toeschouwers: 2.500 Scheidsrechter: Mayker Gómez (VEN) |
| 20 augustus Vriendschappelijk № 271 «onderlinge duels» | Leonel Vielma 14' Giancarlo Maldonado 53' Jorge Rojas 56' Alejandro Moreno 62' |       | 83' Youness Sulaiman Hamida | Estadio José Antonio Anzoátegui, Puerto La Cruz Toeschouwers: 2.500 Scheidsrechter: Mayker Gómez (VEN) |

|                                                                |                |       |           |                                                                                     |
| 6 september WK-kwalificatie № 272 «onderlinge duels» 20:30 uur | Peru           | 1 – 0 | Venezuela | Estadio Monumental, Lima Toeschouwers: 25.500 Scheidsrechter: Óscar Maldonado (BOL) |
| 6 september WK-kwalificatie № 272 «onderlinge duels» 20:30 uur | Piero Alva 39' |       |           | Estadio Monumental, Lima Toeschouwers: 25.500 Scheidsrechter: Óscar Maldonado (BOL) |

|                                                                |                                         |       |           |                                                                                                   |
| 9 september WK-kwalificatie № 273 «onderlinge duels» 20:00 uur | Paraguay                                | 2 – 0 | Venezuela | Estadio Defensores del Chaco, Asunción Toeschouwers: 31.867 Scheidsrechter: Héctor Baldassi (ARG) |
| 9 september WK-kwalificatie № 273 «onderlinge duels» 20:00 uur | Cristian Riveros 28' Nelson Valdez 45+' |       |           | Estadio Defensores del Chaco, Asunción Toeschouwers: 31.867 Scheidsrechter: Héctor Baldassi (ARG) |

|                                                               |           |                                             |          | |
| 12 oktober WK-kwalificatie № 274 «onderlinge duels» 15:30 uur | Venezuela | 0 – 4                                       | Brazilië | Estadio Polideportivo, San Cristóbal Toeschouwers: 38.000 Scheidsrechter: Victor Hugo Rivera (PER) |
| 12 oktober WK-kwalificatie № 274 «onderlinge duels» 15:30 uur |           | 6' Kaká 10' Robinho 19' Adriano 67' Robinho |          | Estadio Polideportivo, San Cristóbal Toeschouwers: 38.000 Scheidsrechter: Victor Hugo Rivera (PER) |

|                                                               |                                                              |       |                | |
| 15 oktober WK-kwalificatie № 275 «onderlinge duels» 20:30 uur | Venezuela                                                    | 3 – 1 | Ecuador        | Estadio Olímpico Luis Ramos, Puerto La Cruz Toeschouwers: 10.581 Scheidsrechter: Enrique Osses (CHI) |
| 15 oktober WK-kwalificatie № 275 «onderlinge duels» 20:30 uur | Giancarlo Maldonado 48' Alejandro Moreno 56' Juan Arango 67' |       | 12' Isaac Mina | Estadio Olímpico Luis Ramos, Puerto La Cruz Toeschouwers: 10.581 Scheidsrechter: Enrique Osses (CHI) |

|                                                        |           |       |        |                                                                                       |
| 19 november Vriendschappelijk № 276 «onderlinge duels» | Venezuela | 0 – 0 | Angola | Estadio Agustín Tovar, Barinas Toeschouwers: 15.000 Scheidsrechter: José Argote (VEN) |
| 19 november Vriendschappelijk № 276 «onderlinge duels» |           |       |        | Estadio Agustín Tovar, Barinas Toeschouwers: 15.000 Scheidsrechter: José Argote (VEN) |

### 2009
|                                                                  |                                           |       |                       |                                                                                         |
| 11 februari Vriendschappelijk № 277 «onderlinge duels» 20:30 uur | Venezuela                                 | 2 – 1 | Guatemala             | Estadio Monumental, Maturín Toeschouwers: 3.000 Scheidsrechter: Giovanni Perluzzo (VEN) |
| 11 februari Vriendschappelijk № 277 «onderlinge duels» 20:30 uur | Giancarlo Maldonado 65' José Rondón 90+3' |       | 52' Dwight Pezzarossi | Estadio Monumental, Maturín Toeschouwers: 3.000 Scheidsrechter: Giovanni Perluzzo (VEN) |

|                                                             |                                                                        |       |           |                                                                                                |
| 28 maart WK-kwalificatie № 278 «onderlinge duels» 19:15 uur | Argentinië                                                             | 4 – 0 | Venezuela | Estadio Monumental, Buenos Aires Toeschouwers: 46.085 Scheidsrechter: Victor Hugo Rivera (PER) |
| 28 maart WK-kwalificatie № 278 «onderlinge duels» 19:15 uur | Lionel Messi 26' Carlos Tevez 47' Maxi Rodríguez 51' Sergio Agüero 73' |       |           | Estadio Monumental, Buenos Aires Toeschouwers: 46.085 Scheidsrechter: Victor Hugo Rivera (PER) |

|                                                             |                                   |       |          | |
| 31 maart WK-kwalificatie № 279 «onderlinge duels» 20:00 uur | Venezuela                         | 2 – 0 | Colombia | Estadio Polideportivo Cachamay, Puerto Ordaz Toeschouwers: 35.000 Scheidsrechter: Pablo Pozo (CHI) |
| 31 maart WK-kwalificatie № 279 «onderlinge duels» 20:00 uur | Nicolás Fedor 78' Juan Arango 82' |       |          | Estadio Polideportivo Cachamay, Puerto Ordaz Toeschouwers: 35.000 Scheidsrechter: Pablo Pozo (CHI) |

|                                                   |                           |       |                     |                                                                                                 |
| 13 mei Vriendschappelijk № 280 «onderlinge duels» | Venezuela                 | 1 – 1 | Costa Rica          | Estadio Polideportivo, San Cristóbal Toeschouwers: 2.000 Scheidsrechter: Marlon Escalante (VEN) |
| 13 mei Vriendschappelijk № 280 «onderlinge duels» | José Manuel Velázquez 24' |       | 29' Warren Granados | Estadio Polideportivo, San Cristóbal Toeschouwers: 2.000 Scheidsrechter: Marlon Escalante (VEN) |

|                                                 |         |                          |           |                                                                                       |
| 6 juni WK-kwalificatie № 281 «onderlinge duels» | Bolivia | 0 – 1                    | Venezuela | Estadio Hernando Siles, La Paz Toeschouwers: 23.427 Scheidsrechter: Carlos Vera (ECU) |
| 6 juni WK-kwalificatie № 281 «onderlinge duels» |         | 33' (e.d.) Ronald Rivero |           | Estadio Hernando Siles, La Paz Toeschouwers: 23.427 Scheidsrechter: Carlos Vera (ECU) |

|                                                  |                                            |       |                                  |                                                                                                 |
| 10 juni WK-kwalificatie № 282 «onderlinge duels» | Venezuela                                  | 2 – 2 | Uruguay                          | Estadio Polideportivo, San Cristóbal Toeschouwers: 37.000 Scheidsrechter: Salvio Fagundes (BRA) |
| 10 juni WK-kwalificatie № 282 «onderlinge duels» | Giancarlo Maldonado 9' José Manuel Rey 75' |       | 60' Luis Suárez 72' Diego Forlán | Estadio Polideportivo, San Cristóbal Toeschouwers: 37.000 Scheidsrechter: Salvio Fagundes (BRA) |

|                                                    |                                                                                 |       |           |                                                                               |
| 24 juni Vriendschappelijk № 283 «onderlinge duels» | Mexico                                                                          | 4 – 0 | Venezuela | Georgia Dome, Atlanta Toeschouwers: 51.115 Scheidsrechter: Terry Vaughn (USA) |
| 24 juni Vriendschappelijk № 283 «onderlinge duels» | Carlos Vela 45' Giovani dos Santos 47' Giovani dos Santos 49' Omar Arellano 73' |       |           | Georgia Dome, Atlanta Toeschouwers: 51.115 Scheidsrechter: Terry Vaughn (USA) |

|                                                    |                    |       |           |                                                                                             |
| 27 juni Vriendschappelijk № 284 «onderlinge duels» | Costa Rica         | 1 – 0 | Venezuela | Estadio Ricardo Saprissa, San José Toeschouwers: 4.000 Scheidsrechter: Ricardo Zelaya (HON) |
| 27 juni Vriendschappelijk № 284 «onderlinge duels» | Álvaro Saborío 38' |       |           | Estadio Ricardo Saprissa, San José Toeschouwers: 4.000 Scheidsrechter: Ricardo Zelaya (HON) |

|                                                        |                    |       |                                             |                                                                                             |
| 12 augustus Vriendschappelijk № 285 «onderlinge duels» | Colombia           | 1 – 2 | Venezuela                                   | Giants Stadium, East Rutherford Toeschouwers: onbekend Scheidsrechter: Arkadiusz Prus (USA) |
| 12 augustus Vriendschappelijk № 285 «onderlinge duels» | Radamel Falcao 38' |       | 38' José Manuel Rey 72' Oswaldo Vizcarrondo | Giants Stadium, East Rutherford Toeschouwers: onbekend Scheidsrechter: Arkadiusz Prus (USA) |

|                                                      |                                     |       |                                             | |
| 6 september WK-kwalificatie № 286 «onderlinge duels» | Chili                               | 2 – 2 | Venezuela                                   | Estadio Monumental David Arellano, Santiago Toeschouwers: 44.000 Scheidsrechter: René Ortube (BOL) |
| 6 september WK-kwalificatie № 286 «onderlinge duels» | Arturo Vidal 11' Rodrigo Millar 53' |       | 34' Giancarlo Maldonado 45' José Manuel Rey | Estadio Monumental David Arellano, Santiago Toeschouwers: 44.000 Scheidsrechter: René Ortube (BOL) |

|                                                                |                                                       |       |                           |                                                                                                 |
| 9 september WK-kwalificatie № 287 «onderlinge duels» 20:30 uur | Venezuela                                             | 3 – 1 | Peru                      | Estadio José Pachencho Romero, Maracaibo Toeschouwers: 31.703 Scheidsrechter: Carlos Vera (ECU) |
| 9 september WK-kwalificatie № 287 «onderlinge duels» 20:30 uur | Nicolas Fedor 32' Nicolas Fedor 52' Ronald Vargas 70' |       | 41' (e.d.) Juan Fuenmayor | Estadio José Pachencho Romero, Maracaibo Toeschouwers: 31.703 Scheidsrechter: Carlos Vera (ECU) |

|                                                               |                      |       |                                        |                                                                                                 |
| 10 oktober WK-kwalificatie № 288 «onderlinge duels» 17:30 uur | Venezuela            | 1 – 2 | Paraguay                               | Estadio Polideportivo, Ciudad Guayana Toeschouwers: 41.680 Scheidsrechter: Carlos Chandía (CHI) |
| 10 oktober WK-kwalificatie № 288 «onderlinge duels» 17:30 uur | Alexander Rondón 86' |       | 56' Salvador Cabanas 80' Óscar Cardozo | Estadio Polideportivo, Ciudad Guayana Toeschouwers: 41.680 Scheidsrechter: Carlos Chandía (CHI) |

|                                                               |          |       |           |                                                                                       |
| 14 oktober WK-kwalificatie № 289 «onderlinge duels» 18:00 uur | Brazilië | 0 – 0 | Venezuela | Morenão, Campo Grande Toeschouwers: 23.746 Scheidsrechter: Víctor Hugo Carrillo (PER) |
| 14 oktober WK-kwalificatie № 289 «onderlinge duels» 18:00 uur |          |       |           | Morenão, Campo Grande Toeschouwers: 23.746 Scheidsrechter: Víctor Hugo Carrillo (PER) |

FVF · A-internationals · Selecties · Bondscoaches · Statistieken · Venezolaans vrouwenelftal · Olympisch elftal · Venezuela U21 · Venezuela U20 · Venezuela U19 · Venezuela U18 · Venezuela U17
1938 – 1949 ·
1950 – 1959 ·
1960 – 1969 ·
1970 – 1979 ·
1980 – 1989 ·
1990 – 1999 ·
2000 – 2009 ·
2010 – 2019 ·
2020 – 2029
1938 · 
1939–1945 · 
1946 · 
1947 · 
1948 · 
1949 · 1950 · 
1951 · 
1952 · 1953 · 1954 · 
1955 · 
1956 · 
1957–1964 · 
1965 · 
1966 · 
1967 · 
1968 · 
1969 · 
1970 · 
1971 · 
1972 · 
1973 · 
1974 · 
1975 · 
1976 · 
1977 · 
1978 · 
1979 · 
1980 · 
1981 · 
1982 · 
1983 · 
1984 · 
1985 · 
1986 · 
1987 · 
1988 · 
1989 · 
1990 · 
1991 · 
1992 · 
1993 · 
1994 · 
1995 · 
1996 · 
1997 · 
1998 · 
1999 · 
2000 · 
2001 · 
2002 · 
2003 · 
2004 · 
2005 · 
2006 · 
2007 · 
2008 · 
2009 · 
2010 · 
2011 · 
2012 · 
2013 · 
2014 · 
2015 · 
2016 · 
2017 ·
2018 ·
2019 ·
2020 ·
2021 ·
2022 ·
2023 ·
2024
Angola ·
Argentinië ·
Aruba ·
Australië ·
Bahama's ·
Bermuda ·
Bolivia ·
Brazilië ·
Canada ·
Chili ·
China ·
Colombia ·
Costa Rica ·
Cuba ·
Dominicaanse Republiek ·
Ecuador ·
El Salvador ·
Estland ·
Guatemala ·
Guinee ·
Haïti ·
Honduras ·
IJsland ·
Iran ·
Italië ·
Jamaica ·
Japan ·
Joegoslavië ·
Malta ·
Mexico ·
Moldavië ·
Nederlandse Antillen ·
Nicaragua ·
Nieuw-Zeeland ·
Nigeria ·
Noord-Korea ·
Oezbekistan ·
Oostenrijk ·
Panama ·
Paraguay ·
Peru ·
Puerto Rico ·
Saoedi-Arabië · 
Spanje ·
Syrië ·
Trinidad en Tobago ·
Uruguay ·
Verenigde Arabische Emiraten ·
Verenigde Staten ·
Zuid-Korea ·
Zweden ·
Zwitserland
AFC-zone: Afghanistan · Australië · Bahrein · Bangladesh · Bhutan · Brunei · Cambodja · China · Filipijnen · Guam · Hongkong · India · Indonesië · Iran · Irak · Japan · Jemen · Jordanië · Koeweit · Kirgizië · Laos · Libanon · Macau · Maleisië · Maldiven · Mongolië · Myanmar · Nepal · Noord-Korea · Oezbekistan · Oman · Oost-Timor · Pakistan · Palestina · Qatar · Saoedi-Arabië · Singapore · Sri Lanka · Syrië · Tadzjikistan · Taiwan · Thailand · Turkmenistan · Verenigde Arabische Emiraten · Vietnam · Zuid-Korea

CAF-zone: Algerije · Angola · Benin · Botswana · Burkina Faso · Burundi · Centraal-Afrikaanse Republiek · Comoren · Congo-Brazzaville · Congo-Kinshasa · Djibouti · Egypte · Equatoriaal-Guinea · Eritrea · Ethiopië · Gabon · Gambia · Ghana · Guinee · Guinee-Bissau · Ivoorkust · Kaapverdië · Kameroen · Kenia · Lesotho · Liberia · Libië · Madagaskar · Malawi · Mali  ·Mauritanië · Mauritius · Marokko · Mozambique · Namibië · Niger · Nigeria · Oeganda · Rwanda · Sao Tomé en Principe · Senegal · Seychellen · Sierra Leone · Soedan · Somalië · Swaziland · Tanzania · Togo · Tsjaad · Tunesië · Zambia · Zimbabwe · Zuid-Afrika

CONCACAF-zone: Amerikaanse Maagdeneilanden · Anguilla · Antigua en Barbuda · Aruba · Bahama's · Barbados · Belize · Bermuda · Britse Maagdeneilanden · Canada · Kaaimaneilanden · Costa Rica · Cuba · Dominica · Dominicaanse Republiek · El Salvador · Frans Guyana · Grenada · Guadeloupe · Guatemala · Guyana · Haïti · Honduras · Jamaica · Martinique · Mexico · Montserrat · 
Nicaragua · Panama · Puerto Rico · Saint Kitts en Nevis · Saint Lucia · Saint Vincent en de Grenadines · Sint Maarten · Suriname · Trinidad en Tobago · Turks- en Caicoseilanden · Verenigde Staten

CONMEBOL-zone: Argentinië · Bolivia · Brazilië · Chili · Colombia · Ecuador · Paraguay · Peru · Uruguay · Venezuela

OFC-zone: Amerikaans-Samoa · Cookeilanden · Fiji · Nieuw-Caledonië · Nieuw-Zeeland · Papoea-Nieuw-Guinea · Samoa · Salomoneilanden · Tahiti · Tonga · Vanuatu

UEFA-zone: Albanië · Andorra · Armenië · Azerbeidzjan · België · Bosnië en Herzegovina · Bulgarije · Cyprus · Denemarken · Duitsland · Engeland · Estland · Faeröer · Finland · Frankrijk · Georgië · Griekenland · Hongarije · IJsland · Ierland · Israël · Italië · Kazachstan · Kroatië · Letland · Liechtenstein · Litouwen · Luxemburg · Macedonië · Malta · Moldavië · Montenegro · Nederland · Noord-Ierland · Noorwegen · Oekraïne · Oostenrijk · Polen · Portugal · Roemenië · Rusland · San Marino · Schotland · Servië · Servië en Montenegro · Slovenië · Slowakije · Spanje · Tsjechië · Turkije · Wales · Wit-Rusland · Zweden · Zwitserland